# Thaddäus Peithner von Lichtenfels

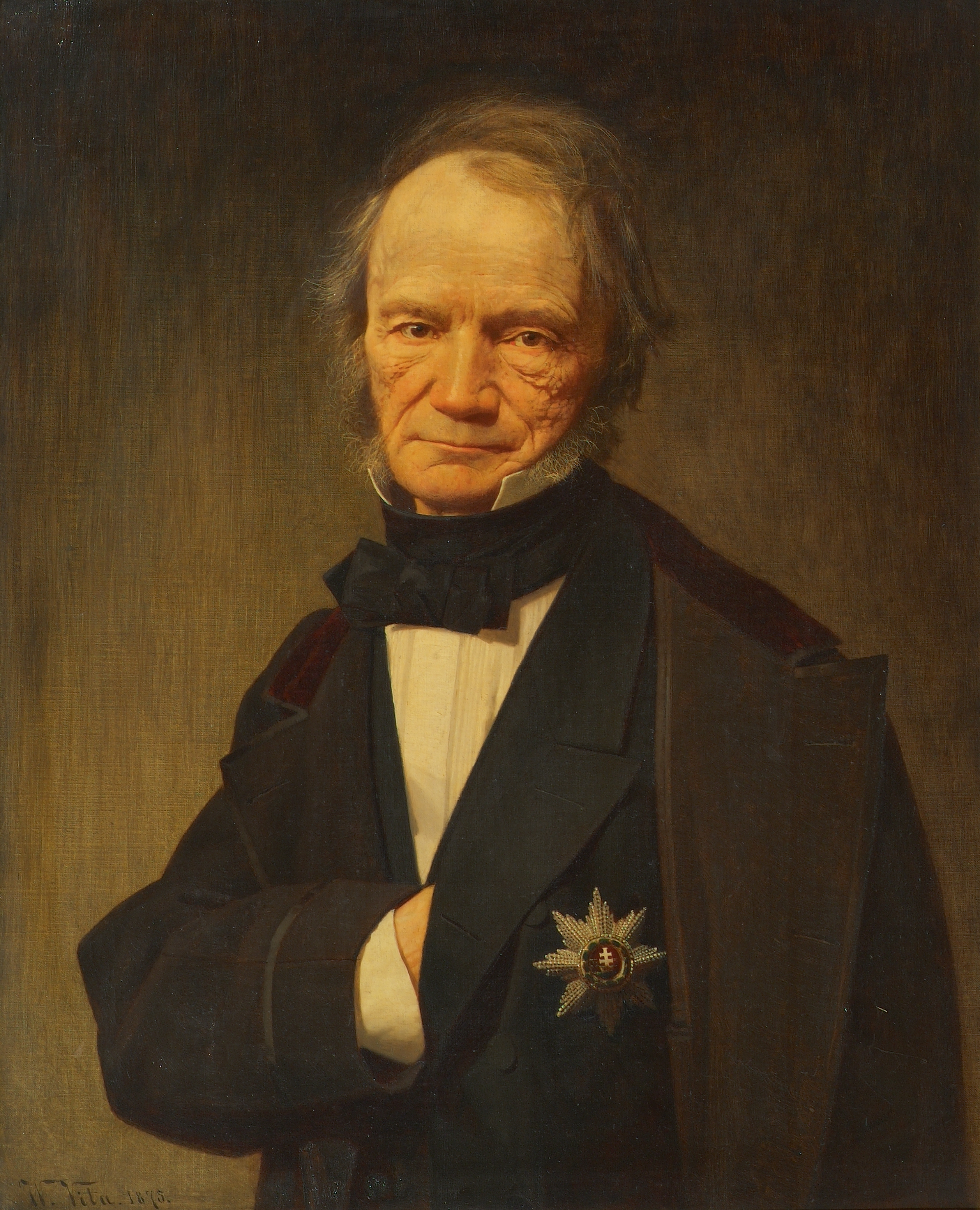
Thaddäus Peithner von Lichtenfels

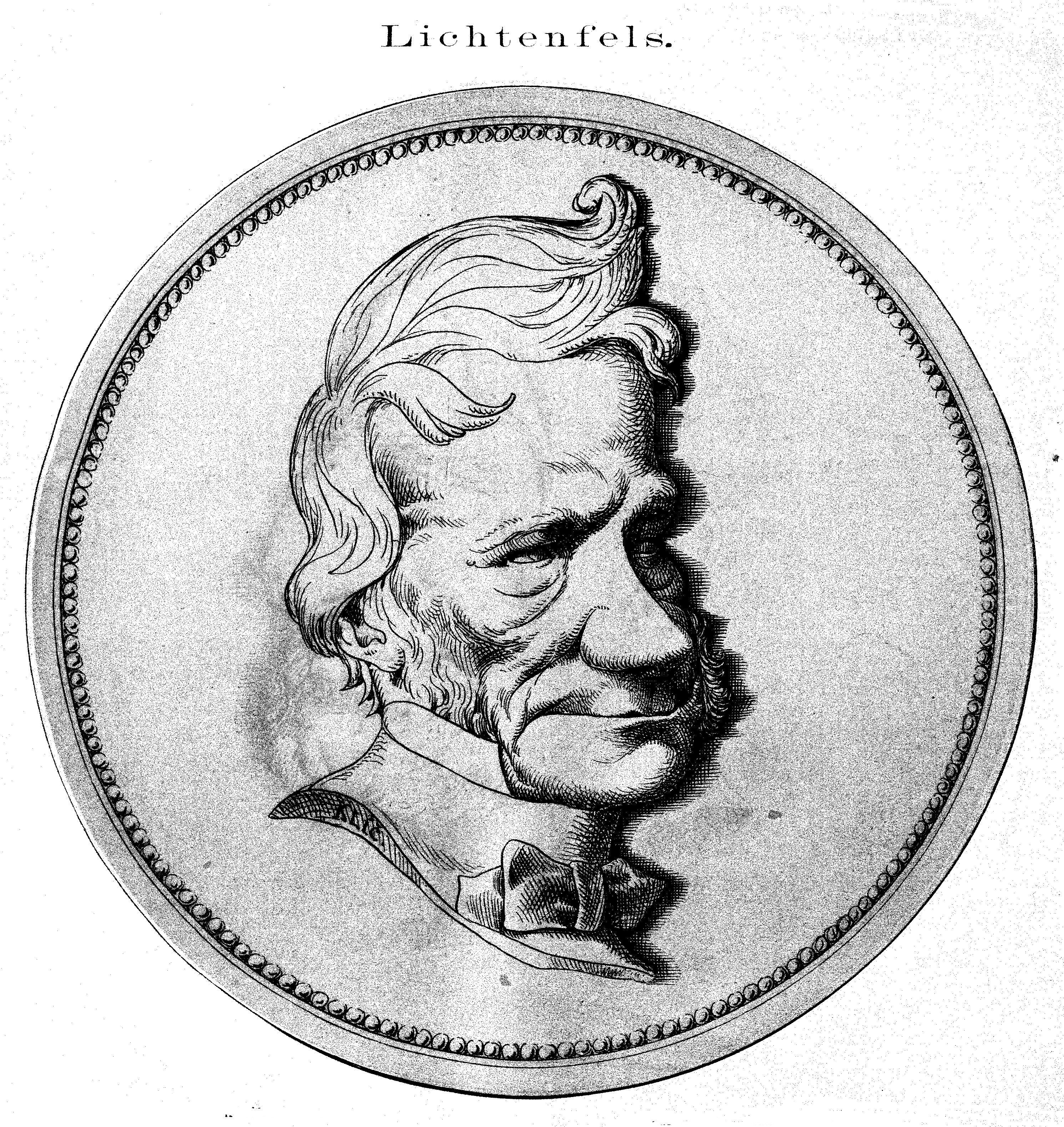
Thaddäus Peithner von Lichtenfels (Karikatur von 1870)

Johann Thaddäus Anton Peithner von Lichtenfels, seit 1852 Freiherr von Lichtenfels (* 6. Mai 1798 in Wien; † 2. Oktober 1877 ebenda), war ein österreichischer Jurist und Politiker.

## Leben
Thaddäus Peithner wurde als Sohn des k. k. Hofkonzipisten Johann Thaddäus Peithner Edler von Lichtenfels und dessen zweiter Ehefrau Maria Anna geb. Geyer von Ehrenberg in Wien geboren. Er war der Enkel des Montanwissenschaftlers Johann Thaddäus Anton Peithner von Lichtenfels. 
Von 1816 bis 1819 studierte er Rechtswissenschaften an der Universität Wien, wo er 1822 das Doktorat erlangte. Bereits seit 1818 war er als Auskultant beim Stiftsgericht Schotten und ab 1820 in der k.k. Hof- und niederösterreichischen Kammerprokuratur tätig. Dann verließ er Wien wieder und wurde 1824 Sekretär der Innerberger Hauptgewerkschaft in Eisenerz und wurde 1834 am Appellationsgericht in Klagenfurt tätig. Seit 1841 war er in Wien ansässig, wo er zunächst Rat der Obersten Justizstelle wurde, gleichzeitig aber auch Referent der Hofkommission in Justizgesetzsachen war. 
1850 wurde er Generalprokurator am Obersten Gerichtshof, was einem heutigen Oberstaatsanwalt entspricht. Schließlich war er von 1852 bis 1857 Sektionschef im Justizministerium. Am 12. März 1852 wurde er laut Diplom in den erbländischen österreichischen Freiherrenstand erhoben. In dieser Zeit erarbeitete er eine Reihe von wichtigen Gesetzentwürfen. Eine politische Funktion übernahm er 1857, als er Mitglied des Reichsrates wurde. Ab 1861 Mitglied des Herrenhauses, war er Präsident des Staatsrates. Er war als hervorragender Staatsrechtler politisch Vertreter eines zentralistischen österreichischen Staatsgedankens.

## Ehrungen
Peithner von Lichtenfels erhielt 1849 den k.u. Sankt Stephans-Orden, 1853 wurde er Geheimer Rat. Nach seinem Tode benannte man 1880 die Lichtenfelsgasse in Wien-Innere Stadt nach ihm.

## Familie
Thaddäus Peithner von Lichtenfels vermählte sich in erster Ehe am 27. September 1827 in Eisenerz mit Anna Kurzweil (* 7. Oktober 1802 in Freudenthal; † 10. April 1834 in Wien) und in zweiter Ehe am 10. Januar 1836 in Eisenerz mit Johanna Schwarz (* 2. August 1813). Aus den Ehen gingen folgende Kinder hervor:
- Victor Emanuel (* 8. April 1832), Doktor der Medizin und Chirurgie
- Marie (* 6. Oktober 1836)
- Wolfgang (* 20. Dezember 1840)
- Thaddäus (* 18. Dezember 1846)
- Oscar (* 24. Februar 1852), Professor für Mathematik an der TH Graz